# Alina Goreac
Alina Goreac, née le 28 septembre 1952 à Lugoj, est une gymnaste artistique roumaine.

## Palmarès

### Championnats d'Europe
- Londres 1973
  -  médaille d'argent à la poutre
  -  médaille de bronze au sol
  -  médaille de bronze aux barres asymétriques

- Skien 1975
  -  médaille de bronze à la poutre
  -  médaille de bronze au saut de cheval